# 山形雄策

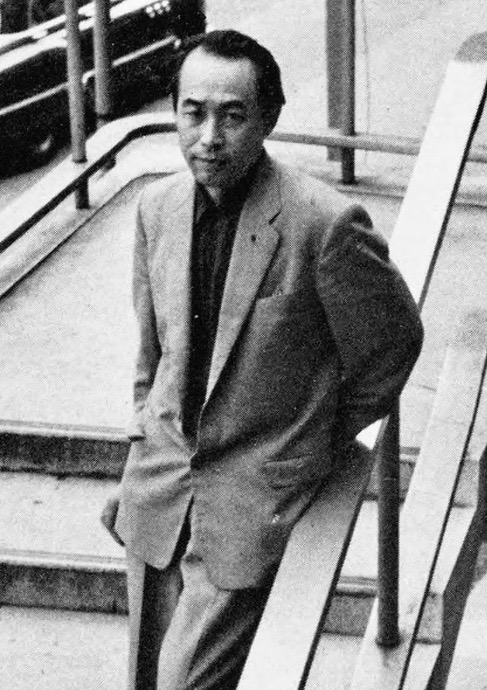
山形雄策

山形 雄策（やまがた ゆうさく、1908年3月13日 - 1991年8月3日）は、日本の脚本家。

## 人物
戦前はホームドラマ以外に今井正監督らの戦意高揚映画の脚本を多数書いた。戦後は一転して、東宝で左翼色の強い映画の脚本を担当し、キネマ旬報ベストテン入りする『暴力の街』『真空地帯』『武器なき斗い』などの独立系の作品の脚本を担当した。

## 経歴
早稲田大学を中退後、松竹の映画監督・島津保次郎主宰のシナリオ塾で学んだ。
1939年に東宝に入り、藤田潤一監督作品『愛の設計』でデビュー。東宝に移籍した島津保次郎監督作品『二人の世界』で初めて師匠と組んで脚本を書いた。以後、『時の花形』『兄の花嫁』などの島津作品の脚本を書く。また、『上海の月』で成瀬巳喜男と組み、『結婚の生態』などでは今井正、『進め独立旗』で衣笠貞之助と組んだ。
戦後第1作は、佐伯清監督の『陽気な女』。今井正監督『民衆の敵』以後、東宝の労働組合の路線による映画の脚本を書いたが、1948年の『わが愛は山の彼方に』を最後に、第3次東宝争議後はフリーとなった。
日本映画演劇労働組合と日本映画人同盟が関与した映画『暴力の街』で八木保太郎とともに脚本を担当。労働農民党の代議士・山本宣治を描いた『武器なき斗い』や『松川事件』で独立プロの一時代を築いた。1950年前後から、映画専門誌に映画評論を発表。1960年代は、日本共産党の理論誌『前衛』や『文化評論』に、映画運動や文化運動についての多くの評論を書いた。本名は町田敬一郎。

## 主な作品
- 『春よいづこ』（東宝映画東京、1940年）
- 『二人の世界』（東宝映画東京、1940年）
- 『兄の花嫁』（東宝映画東京、1941年）
- 『流旅の人々』（南旺映画＝第一協団、1941年）
- 『上海の月』（東宝映画東京＝中華電影、1941年）
- 『結婚の生態』（南旺映画、1941年）
- 『緑の大地』（東宝映画、1942年）
- 『望楼の決死隊』（東宝映画、1943年）
- 『進め独立旗』（東宝映画、1943年）
- 『怒りの海』（東宝、1944年）
- 『陽気な女』（東宝、1946年）
- 『民衆の敵』（東宝、1946年）
- 『明日を創る人々』（東宝、1946年）
- 『命ある限り』（東宝、1946年）
- 『地下街二十四時間』（東宝、1947年）
- 『わが愛は山の彼方に』（東宝、1948年）
- 『暴力の街』（ペン偽らず共同製作委員会1950年）
- 『真空地帯』（新星映画、1952年）
- 『赤い自転車』（第一映画、1953年）
- 『愛すればこそ　第二話　とびこんだ花嫁』（独立映画、1955年）
- 『愛すればこそ　第三話　愛すればこそ』（独立映画、1955年）
- 『台風騒動記』（まどかグループ＝山本プロ、1956年）
- 『武器なき斗い』（大東映画、1960年）
- 『松川事件』（松川事件劇映画製作委員会、1961年）
- 『赤い水』（大映、1963年）
- 『あしたの火花』（総評　全日本造船機械労働組合＝共同映画、1977年）
- 『巣立ちのとき　教育は死なず』（翼プロ＝長野プロ、1981年）
- 『パパママバイバイ』（映像企画、1984年）
- 『母さんの樹』（翼プロ、1986年）

## 著書
- 『日本シナリオ文学全集11 八木保太郎・山形雄策集』（「暴力の街」「真空地帯」所収、理論社、1956年）
- シナリオ『武器なき斗い』（依田義賢との共作、1960年7月1日、『シナリオ』第16巻第7号掲載）
- 『山本薩夫演出の周辺』（シネ・フロント社、1984年）